# Dicheo
Dicheo (in greco: Dikaios, Δίκαιος) è un ex comune della Grecia nella periferia dell'Egeo Meridionale (unità periferica di Coo) con 6.094 abitanti secondo i dati del censimento 2001.
È stato soppresso a seguito della riforma amministrativa, detta programma Callicrate, in vigore dal gennaio 2011 ed è ora compreso nel comune di Coo.